# Il gatto di Frankenstein
Il gatto di Frankenstein (Frankenstein's Cat) è una serie animata. Nel 2008 ha vinto il premio come Miglior serie televisiva per bambini ai Cartoons on the Bay.. È basata sul libro di Curtis Jobling dallo stesso titolo.
Viene trasmessa su France 3 dal 29 ottobre 2007 e nel Regno Unito su CBBC dal 4 febbraio 2008.

## Trama
Nove è la prima creazione del Dottor Frankenstein, una creatura composta da parti di nove gatti differenti: è molto iperattivo e ha difficoltà a farsi amici. La sua unica amica è Lottie una bambina di 9 anni, trasferitasi da poco a Oddsburg, in buoni rapporti anche con Frankenstein.

## Doppiaggio
| Nome del personaggio | Doppiatore originale | Doppiatore italiano |
| -------------------- | -------------------- | ------------------- |
| Nove                 | Joe Pasquale         | Andrea Ward         |
| Lottie               | Alex Kelly           | Ilaria Latini       |
| Dr. Frankenstein     | Keith Wickham        | Oliviero Dinelli    |
| sig. Crumble         | Jimmy Hibbert        | Ambrogio Colombo    |
| Big top              | Jimmy Hibbert        | Alessio Ward        |
| Pipsquawk            | Keith Wickham        | Mattia Ward         |
| Trevor               | Keith Wickham        | Furio Pergolani     |
| Sweeny               | Teresa Gallagher     | Fabrizio De Flaviis |